# Милан Рмањски
Милан Рмањски је православни свештеномученик.
Рођен је 1874. године. Завршио је гимназију и богословију у Рељеву 1899. године. Рукоположен је за ђакона 05., а за свештеника 08. септембра 1899. године. Био је свештеник у селу Паланчишту код Приједора, а затим у Хашанима код Босанске Крупе и у Манастиру Рмањ (Мартин Брод) у долини реке Уне. 
Аутор је више написа у часопису “Босанска вила” и у другим часописима. Као и остали православни свештеници из Босне, интерниран је 1914. године у Арад, гдје је провео читаво време Првог светског рата.
1941. године, у јулу, усташе су га ухапсиле и затвориле у логор у Кулен Вакуфу, одакле су га 29. јула одвели у Лички Бушевић Тамо су га страховито мучили, преклали и бацили у тамошњу јаму.
На редовном засиједању Светог архијерејског сабора СПЦ, 20/07. маја 2003. године, на предлог епископа Хризостома бихаћко-петровачког, убројан је у сабор светих свештеномученика Цркве Божије. 
Спомен светог свештеномученика Милана врши се 13. јула/30. јуна.